# إيريذيا (محافظة)

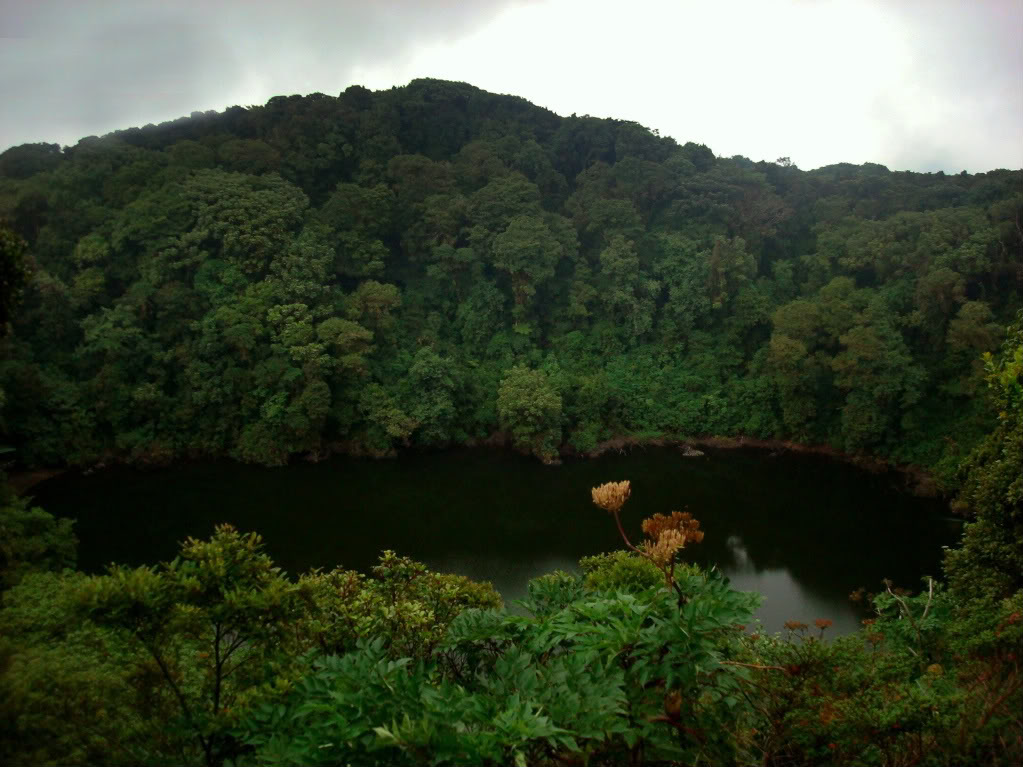
فوهة بركان بارفا.

إيريذيا (بالإسبانية: Heredia)‏ هي محافظة من محافظات كوستاريكا، وتقع في الجزء الشمالي الأوسط من كوستاريكا، لذا فإن المدينة تغطي مناطق مناطق متنوعة من حيث الزراعة، فالسهول الشمالية خصبة كما توجد مناطق رئيسية عديدة كمدينة إيريذيا في الوادي المركزي. كما أنها تفتخر بالعديد من المناطق الهامة البيئية الرئيسية مثل الحديقة العامة «براوليو كاريجو» والنهر «سرابيكي». يحدها من الشمال دولة نيكاراغوا ومن الغرب محافظة ليمون، ومن الجنوب العاصمة سان خوسيه، والأخويلا إلى الشرق، المدينة الإدارية هي إيريذيا. تغطي المحافظة مساحة 2,657 كم²، ويصل عدد سكانها إلى 433,677.
من وجهة نظر ثقافية واجتماعية فإن إيريذيا توصف بـ (سويذاد ديه لاس فولاريس) أي مدينة الزهور، لشهرتها بإنتاج الكثير من الزهور الجميلة والملونة والتي تشكل جزءًا من صادرات الدولة، علاوة على أن هذا الوصف أتى أيضًا من جمال المرأة الإيريذية، كما يقول الشعب الكوستاريكي.

## الكانتونات
تقسم محافظة إيريذيا إلى عشر كانتون:
1. بارفا
2. بيلين
3. فلوريس
4. ايريذيا
5. سان إيسيدرو
6. سان بابلو
7. سان رافاييل
8. سانتا باربرا
9. سانتو دومينغو
10. سارابيكي

## أعلام
- الفريدو فلوريس غونزاليس
- جيرسون توريس